# Naoki Hatada
Naoki Hatada (畑田 真輝 Hatada Naoki?, nacido el 11 de septiembre de 1990 en Chiba)

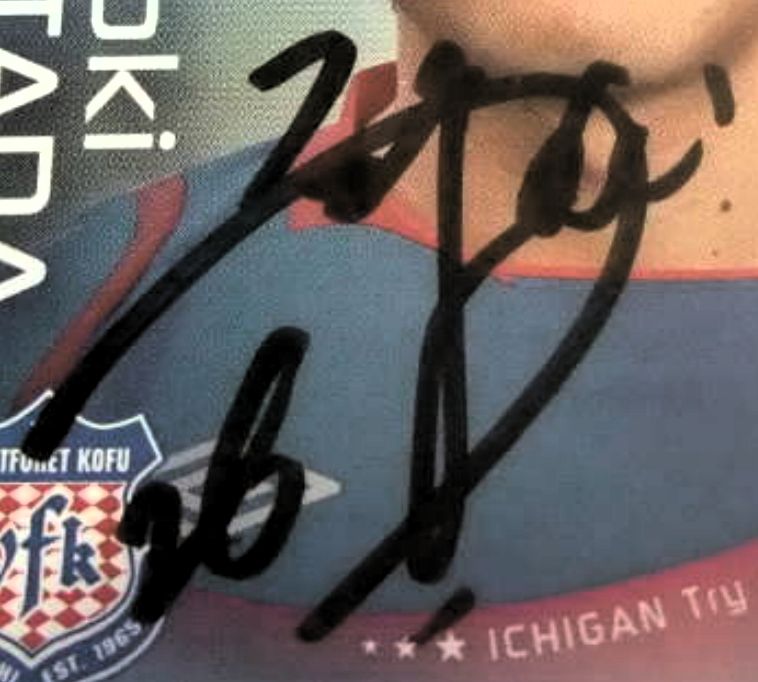
Autógrafo de Naoki Hatada

es un exfutbolista japonés. Jugaba de centrocampista y su último club fue el Blaublitz Akita de Japón.

## Trayectoria

### Clubes
| Club               | País  | Año         |
| ------------------ | ----- | ----------- |
| Ventforet Kofu     | Japón | 2009 - 2012 |
| Blaublitz Akita    | Japón | 2011        |
| AC Nagano Parceiro | Japón | 2013 - 2014 |
| Gainare Tottori    | Japón | 2015        |
| Blaublitz Akita    | Japón | 2016        |

## Estadística de carrera

### J. League
| Club               | Año   | J. League | J. League | Copa J. League | Copa J. League | Total | Total |
| Club               | Año   | Part.     | Goles     | Part.          | Goles          | Part. | Goles |
| ------------------ | ----- | --------- | --------- | -------------- | -------------- | ----- | ----- |
| Ventforet Kofu     | 2009  | 0         | 0         | -              | -              | 0     | 0     |
| Ventforet Kofu     | 2010  | 1         | 0         | -              | -              | 1     | 0     |
| Ventforet Kofu     | 2012  | 5         | 1         | -              | -              | 5     | 1     |
| AC Nagano Parceiro | 2014  | 15        | 6         | -              | -              | 15    | 6     |
| Gainare Tottori    | 2015  | 34        | 7         | -              | -              | 34    | 7     |
| Blaublitz Akita    | 2016  | 4         | 0         | -              | -              | 4     | 0     |
| Total              | Total | 59        | 14        | 0              | 0              | 59    | 14    |